# Liste der Kulturdenkmäler in Schlitz (Vogelsbergkreis)/Stadtteile
Die folgende Liste enthält die in der Denkmaltopographie ausgewiesenen Kulturdenkmäler auf dem Gebiet  der  Stadt Schlitz, Vogelsbergkreis, Hessen.
Hinweis: Die Reihenfolge der Denkmäler in dieser Liste orientiert sich zunächst an Stadtteilen und anschließend der Anschrift, alternativ ist sie auch nach der Bezeichnung, der vom Landesamt für Denkmalpflege vergebenen Nummer oder der Bauzeit sortierbar.
Kulturdenkmäler werden fortlaufend im Denkmalverzeichnis des Landes Hessen durch das Landesamt für Denkmalpflege Hessen auf Basis des Hessischen Denkmalschutzgesetzes (HDSchG) geführt. Die Schutzwürdigkeit eines Kulturdenkmals hängt nicht von der Eintragung in das Denkmalverzeichnis des Landes Hessen oder der Veröffentlichung in der Denkmaltopographie ab.

Das Vorhandensein oder Fehlen eines Objekts in dieser Liste ist keine rechtsverbindliche Auskunft darüber, ob es Kulturdenkmal ist oder nicht: Diese Liste entspricht möglicherweise nicht dem aktuellen Stand der offiziellen Denkmaltopographie. Diese ist für Hessen in den entsprechenden Bänden der Denkmaltopographie Bundesrepublik Deutschland und im Internet unter DenkXweb – Kulturdenkmäler in Hessen einsehbar. Auch diese Quellen sind, obwohl sie durch das Landesamt für Denkmalpflege Hessen aktualisiert werden, nicht immer aktuell, da es im Denkmalbestand immer wieder Änderungen gibt.
Eine verbindliche Auskunft erteilt allein das Landesamt für Denkmalpflege Hessen.
Nutze diese Kartenansicht, um Koordinaten in der Liste zu setzen. In dieser Kartenansicht sind Kulturdenkmale ohne Koordinaten mit einem roten bzw. orangen Marker dargestellt und können in der Karte gesetzt werden. Kulturdenkmale ohne Bild sind mit einem blauen bzw. roten Marker gekennzeichnet, Kulturdenkmale mit Bild mit einem grünen bzw. orangen Marker.

## Kulturdenkmäler nach Stadtteilen

### Bernshausen
| Bild            | Bezeichnung                     | Lage | Beschreibung | Bauzeit | Objekt-Nr. |
| --------------- | ------------------------------- | --- | ------------ | ------- | ---------- |
| Bild gesucht BW | Gesamtanlage Bernshausen        | Bernshausen, Am Weiher 4, 8, 9, 10, 11, 12, 15, 17; Kirchstraße 1–11, 11A, 15; Kirschenweg 2; Schulhausstraße 1, 3, 5, 7–13, 15; Zu den Eichen 1, 2, 4, 5, 6 Lage |              |         | 124179 DDB |
| Bild gesucht BW | Gefallenendenkmal               | Bernshausen, Am Baumgarten 2 LageFlur: 1, Flurstück: 95 |              |         | 122736 DDB |
| Bild gesucht BW | Wohnhaus                        | Bernshausen, Kirchstraße 6 LageFlur: 1, Flurstück: 14 |              |         | 124344 DDB |
| Bild gesucht BW | Alte Schule                     | Bernshausen, Kirchstraße 7, Kirchstraße 6 LageFlur: 1, Flurstück: 26/3, 27                                                                                        |              |         | 124345 DDB |
| Bild gesucht BW | Fachwerkhaus                    | Bernshausen, Kirchstraße 8, Kirschenweg 2 LageFlur: 1, Flurstück: 20/3                                                                                            |              |         | 122737 DDB |
| weitere Bilder  | Evangelische Kirche             | Bernshausen, Kirchstraße 9 LageFlur: 1, Flurstück: 5 |              |         | 122738 DDB |
| Bild gesucht BW | Teil der früheren Schlitzbrücke | Bernshausen, Schulhausstraße LageFlur: 1, Flurstück: 185/2 |              |         | 122743 DDB |
| Bild gesucht BW | Streckhof                       | Bernshausen, Schulhausstraße 12 LageFlur: 1, Flurstück: 16 |              |         | 122739 DDB |
| weitere Bilder  | Ehemalige Schule                | Bernshausen, Schulhausstraße 13 LageFlur: 1, Flurstück: 46 |              |         | 122740 DDB |
| Bild gesucht BW | Willina                         | Bernshausen, Willina 1 LageFlur: 3, Flurstück: 148/5, 149 |              |         | 122741 DDB |
| Bild gesucht BW | Bahnbrücken                     | Bernshausen, Außerhalb der Ortslage (Am Reuterain) LageFlur: 3, Flurstück: 150/1                                                                                  |              |         | 135876 DDB |
| Bild gesucht BW | Gedenkstein                     | Bernshausen, Außerhalb der Ortslage (Längerödershain) LageFlur: 4, Flurstück: 13                                                                                  |              |         | 124398 DDB |

### Fraurombach
| Bild            | Bezeichnung                           | Lage                                                                                     | Beschreibung | Bauzeit | Objekt-Nr. |
| --------------- | ------------------------------------- | ---------------------------------------------------------------------------------------- | ------------ | ------- | ---------- |
| Bild gesucht BW | Ehemaliges Forsthaus                  | Fraurombach, Forsthausweg 2 LageFlur: 1, Flurstück: 47                                   |              |         | 122744 DDB |
| Bild gesucht BW | Ehemalige Fuldamühle                  | Fraurombach, Fuldamühle 1 und 3, Mühlgraben LageFlur: 2, Flurstück: 35/2, 49/4, 79, 80/4 |              |         | 124003 DDB |
| Bild gesucht BW | Friedhof und Gefallenendenkmal        | Fraurombach, Hinter der Linde o.N. LageFlur: 4, Flurstück: 18                            |              |         | 122745 DDB |
| Bild gesucht BW | Hofanlage                             | Fraurombach, Hinter der Linde 4 LageFlur: 1, Flurstück: 36                               |              |         | 122746 DDB |
| weitere Bilder  | Evangelische Kirche                   | Fraurombach, Hinter der Linde 6 LageFlur: 1, Flurstück: 28/1                             |              |         | 122875 DDB |
| Bild gesucht BW | Hofanlage                             | Fraurombach, Michelsrombacher Straße 2 LageFlur: 1, Flurstück: 51                        |              |         | 124400 DDB |
| weitere Bilder  | Dorfbrunnen                           | Fraurombach, Sandlofser Straße o.N. LageFlur: 1, Flurstück: 169/1                        |              |         | 123900 DDB |
| Bild gesucht BW | Backhaus und Dorflinde mit Ummauerung | Fraurombach, Sandlofser Straße 1 LageFlur: 1, Flurstück: 33/2                            |              |         | 122748 DDB |
| weitere Bilder  | Dorfmuseum Buisch ahl Huss            | Fraurombach, Sandlofser Straße 2 LageFlur: 1, Flurstück: 53/3                            |              |         | 122747 DDB |
| Bild gesucht BW | Wohnhaus                              | Fraurombach, Sandlofser Straße 14 LageFlur: 1, Flurstück: 4/4                            |              |         | 124401 DDB |
| Bild gesucht BW | Fachwerkhaus                          | Fraurombach, Sandlofser Straße 18 LageFlur: 1, Flurstück: 13                             |              |         | 122749 DDB |
| Bild gesucht BW | Ehemalige Pletschmühle                | Fraurombach, Sandlofser Straße 30 LageFlur: 1, Flurstück: 186/1                          |              |         | 122750 DDB |

### Hartershausen
| Bild                     | Bezeichnung                 | Lage | Beschreibung          | Bauzeit | Objekt-Nr. |
| ------------------------ | --------------------------- | --- | --------------------- | ------- | ---------- |
| Bild gesucht BW          | Gesamtanlage Hartershausen  | Hartershausen, An der Lied 9; Fuldaer Straße 10, 11, 12, 14–21, 23, 26, 27, 30, 36, 40, 42, 44, 48; Großenlüderer Weg 1, 2, 3, 4, 6, 8, 9, 11, 12, 13, 14; Höhenweg 1, 2, 3, 5; Kaiserstraße 1, 2, 4 Lage |                       |         | 122763 DDB |
| Bild gesucht BW          | Wohnhaus                    | Hartershausen, Fuldaer Straße 10 LageFlur: 1, Flurstück: 83/1 |                       |         | 122752 DDB |
| Bild gesucht BW          | Dreiseithof                 | Hartershausen, Fuldaer Straße 12 LageFlur: 1, Flurstück: 81/2 |                       |         | 122753 DDB |
| Bild gesucht BW          | Wohnhaus                    | Hartershausen, Fuldaer Straße 14 LageFlur: 1, Flurstück: 80/2 |                       |         | 122754 DDB |
| Bild gesucht BW          | Backhaus und Waage          | Hartershausen, Fuldaer Straße 15 LageFlur: 1, Flurstück: 47/1 |                       |         | 122755 DDB |
| Bild gesucht BW          | Hofanlage                   | Hartershausen, Fuldaer Straße 16 LageFlur: 1, Flurstück: 79/1 | Teil der Gesamtanlage |         | 960632     |
| Hohhof, ehemalige Schule | Hohhof, ehemalige Schule    | Hartershausen, Fuldaer Straße 17 LageFlur: 1, Flurstück: 46/4 |                       |         | 122756 DDB |
| Wohnhaus                 | Wohnhaus                    | Hartershausen, Fuldaer Straße 19 LageFlur: 1, Flurstück: 40 |                       |         | 124122 DDB |
| Wohnhaus                 | Wohnhaus                    | Hartershausen, Fuldaer Straße 21 LageFlur: 1, Flurstück: 39/1 |                       |         | 122757 DDB |
| Bild gesucht BW          | Ehemaliges Forsthaus        | Hartershausen, Fuldaer Straße 48 LageFlur: 1, Flurstück: 5/1 |                       |         | 122758 DDB |
| Bild gesucht BW          | Pfarrhaus und Pfarrtreppe   | Hartershausen, Großenlüderer Weg 2 LageFlur: 1, Flurstück: 17 |                       |         | 122759 DDB |
| Bild gesucht BW          | Wohnhaus                    | Hartershausen, Großenlüderer Weg 3 LageFlur: 1, Flurstück: 35 |                       |         | 124124 DDB |
| weitere Bilder           | Evangelische Kirche         | Hartershausen, Großenlüderer Weg 4 LageFlur: 1, Flurstück: 18 |                       |         | 124009 DDB |
| Wohnhaus                 | Wohnhaus                    | Hartershausen, Großenlüderer Weg 9 LageFlur: 1, Flurstück: 25 |                       |         | 124125 DDB |
| Bild gesucht BW          | Hofanlage                   | Hartershausen, Großenlüderer Weg 12 LageFlur: 1, Flurstück: 24/3 |                       |         | 124123 DDB |
| Bild gesucht BW          | Wohnhaus                    | Hartershausen, Höhenweg 1 LageFlur: 1, Flurstück: 63 |                       |         | 122760 DDB |
| Bild gesucht BW          | Wohnhaus                    | Hartershausen, Höhenweg 3 LageFlur: 1, Flurstück: 62/1 |                       |         | 122761 DDB |
| Bild gesucht BW          | Friedhof, Gefallenendenkmal | Hartershausen, Außerhalb der Ortslage LageFlur: 5, Flurstück: 48 |                       |         | 122762 DDB |
| weitere Bilder           | Alte Mauer oder Seeburg     | Hartershausen, Außerhalb der Ortslage (Bei der alten Mauer) LageFlur: 1, Flurstück: 123 |                       |         | 122751 DDB |
| Bild gesucht BW          | Alter Born                  | Hartershausen, Außerhalb der Ortslage (Im Borngrund) LageFlur: 5, Flurstück: 49 |                       |         | 123899 DDB |

### Hemmen
| Bild            | Bezeichnung                          | Lage | Beschreibung | Bauzeit | Objekt-Nr. |
| --------------- | ------------------------------------ | --- | ------------ | ------- | ---------- |
| Bild gesucht BW | Gesamtanlage Hemmen                  | Hemmen, Am Mühlberg 1, 2, 3, 4, 6, 8, 10; Bornstraße 3, 5, 6, 8, 9, 10; Brunnenstraße 2, 3, 8, 9; Mittelstraße 1, 4, 7, 9, 10; Rhönstraße 9, 10, 11, 12; Schmiedsgasse 1, 3, 4, 6, 8 Lage |              |         | 124180 DDB |
| weitere Bilder  | Evangelische Kirche                  | Hemmen, Am Mühlberg 2 LageFlur: 1, Flurstück: 2 |              |         | 122764 DDB |
| Bild gesucht BW | Hofanlage                            | Hemmen, Am Mühlberg 3 LageFlur: 1, Flurstück: 20/2 |              |         | 122765 DDB |
| Bild gesucht BW | Spritzenhaus                         | Hemmen, Am Mühlberg 4 LageFlur: 1, Flurstück: 1/2 |              |         | 124006 DDB |
| weitere Bilder  | Hofanlage                            | Hemmen, Bornstraße 3 LageFlur: 1, Flurstück: 34/1 |              |         | 122771 DDB |
| Bild gesucht BW | Hofanlage                            | Hemmen, Bornstraße 8 LageFlur: 1, Flurstück: 29/2 |              |         | 124007 DDB |
| weitere Bilder  | Winkelhof                            | Hemmen, Mittelstraße 1 LageFlur: 1, Flurstück: 14 |              |         | 122770 DDB |
| weitere Bilder  | Wohnhaus                             | Hemmen, Mittelstraße 4 LageFlur: 1, Flurstück: 27/1 |              |         | 122769 DDB |
| Bild gesucht BW | Wohnhaus                             | Hemmen, Mittelstraße 10 LageFlur: 1, Flurstück: 35/6 |              |         | 124008 DDB |
| Wohnhaus        | Wohnhaus                             | Hemmen, Rhönstraße 11 LageFlur: 1, Flurstück: 8/2 |              |         | 122768 DDB |
| Bild gesucht BW | Hofanlage                            | Hemmen, Schmiedsgasse 1 LageFlur: 1, Flurstück: 11/2 |              |         | 122772 DDB |
| Bild gesucht BW | Ehemaliges Gemeindehaus mit Backhaus | Hemmen, Schmiedsgasse 3 LageFlur: 1, Flurstück: 15 |              |         | 122766 DDB |
| Wohnhaus        | Wohnhaus                             | Hemmen, Schmiedsgasse 6 LageFlur: 1, Flurstück: 7/2 |              |         | 122767 DDB |

### Hutzdorf
| Bild                        | Bezeichnung                          | Lage | Beschreibung | Bauzeit | Objekt-Nr. |
| --------------------------- | ------------------------------------ | --- | ------------ | ------- | ---------- |
| Bild gesucht BW             | Gesamtanlage Hutzdorf I – Mühlstraße | Hutzdorf, Lindenstraße 25, 27, 29, 31, 33; Mühlstraße 1–5, 7, 8, 10, 12–16; Pfarrgasse 3, 4, 5, 5A, 6, 7, 9, 11 Lage |              |         | 124181 DDB |
| Bild gesucht BW             | Gesamtanlage Hutzdorf II – Stierberg | Hutzdorf, Am Stierberg 1, 2, 3, 4, 6, 8; Zum Pfingsborn 3, 5, 7, 9, 9A Lage                                          |              |         | 124182 DDB |
| Bild gesucht BW             | Wohnhaus                             | Hutzdorf, Am Stierberg 8 LageFlur: 1, Flurstück: 61/1                                                                |              |         | 122774 DDB |
| Bild gesucht BW             | Hofanlage                            | Hutzdorf, Lindenstraße 31 LageFlur: 1, Flurstück: 52/1                                                               |              |         | 122775 DDB |
| Ehemalige Schule            | Ehemalige Schule                     | Hutzdorf, Lindenstraße 33 LageFlur: 1, Flurstück: 50                                                                 |              |         | 122776 DDB |
| Ehemaliger Bahnhof Hutzdorf | Ehemaliger Bahnhof Hutzdorf          | Hutzdorf, Lindenstraße 49 LageFlur: 4, Flurstück: 109/1, 109/12                                                      |              |         | 122777 DDB |
| Bild gesucht BW             | Stallscheune                         | Hutzdorf, Mühlstraße o.N. LageFlur: 1, Flurstück: 43/6                                                               |              |         | 122782 DDB |
| weitere Bilder              | Dreiseithof                          | Hutzdorf, Mühlstraße 1 LageFlur: 1, Flurstück: 6                                                                     |              |         | 122778 DDB |
| Bild gesucht BW             | Hofanlage                            | Hutzdorf, Mühlstraße 2 LageFlur: 1, Flurstück: 46/4                                                                  |              |         | 122779 DDB |
| weitere Bilder              | Evangelische Kirche                  | Hutzdorf, Mühlstraße 4 LageFlur: 1, Flurstück: 45                                                                    |              |         | 122780 DDB |
| Bild gesucht BW             | Hofanlage                            | Hutzdorf, Mühlstraße 5 LageFlur: 1, Flurstück: 23                                                                    |              |         | 122781 DDB |
| Bild gesucht BW             | Hofreite                             | Hutzdorf, Mühlstraße 7 LageFlur: 1, Flurstück: 27/7                                                                  |              |         | 124126 DDB |
| Bild gesucht BW             | Wohnhaus                             | Hutzdorf, Mühlstraße 16 LageFlur: 1, Flurstück: 36/2                                                                 |              |         | 124397 DDB |
| Bild gesucht BW             | Ehemaliges Pfarrhaus                 | Hutzdorf, Pfarrgasse 3 LageFlur: 1, Flurstück: 15                                                                    |              |         | 122783 DDB |
| Bild gesucht BW             | Wohnhaus                             | Hutzdorf, Pfarrgasse 4 LageFlur: 1, Flurstück: 13/1                                                                  |              |         | 122784 DDB |

### Nieder-Stoll
| Bild            | Bezeichnung                 | Lage                                                                           | Beschreibung | Bauzeit | Objekt-Nr. |
| --------------- | --------------------------- | ------------------------------------------------------------------------------ | ------------ | ------- | ---------- |
| Bild gesucht BW | Gesamtanlage Nieder-Stoll   | Nieder-Stoll, Kastanienstraße 1, 2, 5, 6; Kreutzersgrund 7, 9, 11, 14, 16 Lage |              |         | 124183 DDB |
| Bild gesucht BW | Backhaus                    | Nieder-Stoll, Kastanienstraße 1 LageFlur: 1, Flurstück: 104/2                  |              |         | 122725 DDB |
| Bild gesucht BW | Ehemalige Schule            | Nieder-Stoll, Kastanienstraße 2 LageFlur: 1, Flurstück: 124/3                  |              |         | 122724 DDB |
| Bild gesucht BW | Friedhof: Gefallenendenkmal | Nieder-Stoll, Kastanienstraße 14 LageFlur: 2, Flurstück: 4/10                  |              |         | 122726 DDB |
| weitere Bilder  | Evangelische Kirche         | Nieder-Stoll, Kreutzersgrund 7 LageFlur: 1, Flurstück: 124/3                   |              |         | 124012 DDB |
| Bild gesucht BW | Genossenschaftshalle        | Nieder-Stoll, Kreutzersgrund 8A LageFlur: 1, Flurstück: 89/2                   |              |         | 124128 DDB |
| Bild gesucht BW | Hofanlage                   | Nieder-Stoll, Kreutzersgrund 11 LageFlur: 1, Flurstück: 122/4                  |              |         | 122722 DDB |
| Bild gesucht BW | Fachwerkshaus               | Nieder-Stoll, Kreutzersgrund 16 LageFlur: 1, Flurstück: 131/4                  |              |         | 122723 DDB |
| Bild gesucht BW | Brunnen                     | Nieder-Stoll, Kreutzersgrund (Bei Nr. 7) LageFlur: 1, Flurstück: 123/4         |              |         | 124127 DDB |
| Bild gesucht BW | Wohnhaus                    | Nieder-Stoll, Oberdorf 2 LageFlur: 1, Flurstück: 108/1                         |              |         | 124129 DDB |

### Ober-Wegfurth
| Bild            | Bezeichnung                      | Lage                                                                 | Beschreibung | Bauzeit | Objekt-Nr. |
| --------------- | -------------------------------- | -------------------------------------------------------------------- | ------------ | ------- | ---------- |
| Bild gesucht BW | Wohnhaus                         | Ober-Wegfurth, Goldsteinweg 9 LageFlur: 1, Flurstück: 63/2           |              |         | 122727 DDB |
| weitere Bilder  | Evangelische Kirche und Friedhof | Ober-Wegfurth, Goldsteinweg 11/13 LageFlur: 1, Flurstück: 66/1, 67/2 |              |         | 123993 DDB |
| Bild gesucht BW | Ehemalige Schule                 | Ober-Wegfurth, Niederaulaer Straße 14 LageFlur: 1, Flurstück: 55     |              |         | 123994 DDB |
| Bild gesucht BW | Ehemaliger Bahnhof Ober-Wegfurth | Ober-Wegfurth, Niederaulaer Straße 15 LageFlur: 1, Flurstück: 50/14  |              |         | 123995 DDB |

### Pfordt
| Bild            | Bezeichnung           | Lage | Beschreibung | Bauzeit | Objekt-Nr. |
| --------------- | --------------------- | --- | ------------ | ------- | ---------- |
| Bild gesucht BW | Gesamtanlage Pfordt   | Pfordt, Alte Straße 1, 2, 4, 4A, 6; Am Buchrain 1, 2, 3, 4; Am Sandacker 5, 7, 8; Am Steinbruch 3, 15; Am Tiergarten 1–7; Friedhofsweg 1; Im Ort 1–10, 10A, 11, 12; Im Winkel 1, 2, 3, 4, 6; Kirchgasse 1; Pfordter Straße 11–16, 18–22, 24, 25, 27, 29, 31, 35 Lage |              |         | 124184 DDB |
| Wohnhaus        | Wohnhaus              | Pfordt, Alte Straße 2 LageFlur: 1, Flurstück: 73/1 |              |         | 123393 DDB |
| Bild gesucht BW | Wohnhaus              | Pfordt, Alte Straße 4 LageFlur: 1, Flurstück: 74/3 |              |         | 123394 DDB |
| Bild gesucht BW | Hofanlage             | Pfordt, Alte Straße 6 LageFlur: 1, Flurstück: 90 |              |         | 123395 DDB |
| Bild gesucht BW | Wohnhaus              | Pfordt, Am Buchrain 4 LageFlur: 1, Flurstück: 24/1 |              |         | 123396 DDB |
| Bild gesucht BW | Wohnhaus              | Pfordt, Friedhofsweg 1 LageFlur: 1, Flurstück: 3, 4 |              |         | 123397 DDB |
| Bild gesucht BW | Gefallenendenkmal     | Pfordt, Friedhofsweg 16 LageFlur: 1, Flurstück: 138/1 |              |         | 123398 DDB |
| Wohnhaus        | Wohnhaus              | Pfordt, Im Ort 1 LageFlur: 1, Flurstück: 62/1 |              |         | 123399 DDB |
| Hofanlage       | Hofanlage             | Pfordt, Im Ort 2 LageFlur: 1, Flurstück: 11/1 |              |         | 123400 DDB |
| Bild gesucht BW | Ehemalige Schule      | Pfordt, Im Ort 4 LageFlur: 1, Flurstück: 19/3 |              |         | 123401 DDB |
| Bild gesucht BW | Wohnhaus              | Pfordt, Im Ort 6 LageFlur: 1, Flurstück: 20/3 |              |         | 123402 DDB |
| Bild gesucht BW | Wohnhaus              | Pfordt, Im Ort 9 LageFlur: 1, Flurstück: 56/1 |              |         | 123403 DDB |
| Bild gesucht BW | Wohnhaus              | Pfordt, Im Winkel 2 LageFlur: 1, Flurstück: 5/1 |              |         | 123404 DDB |
| Wohnhaus        | Wohnhaus              | Pfordt, Im Winkel 3 LageFlur: 1, Flurstück: 13 |              |         | 123405 DDB |
| Bild gesucht BW | Wohnhaus              | Pfordt, Im Winkel 4 LageFlur: 1, Flurstück: 6/5 |              |         | 123406 DDB |
| Bild gesucht BW | Wohnhaus              | Pfordt, Im Winkel 6 LageFlur: 1, Flurstück: 8 |              |         | 123407 DDB |
| weitere Bilder  | Evangelische Kirche   | Pfordt, Kirchgasse 1 LageFlur: 1, Flurstück: 18/1 |              |         | 123408 DDB |
| Bild gesucht BW | Sachteil Fachwerkwand | Pfordt, Kirchgasse 3 LageFlur: 1, Flurstück: 17/5 |              |         | 123409 DDB |
| weitere Bilder  | Brücke über die Fulda | Pfordt, Pfordter Straße o.N. LageFlur: 1, Flurstück: 180/12 |              |         | 123414 DDB |
| Fachwerkgebäude | Fachwerkgebäude       | Pfordt, Pfordter Straße 13 LageFlur: 1, Flurstück: 70/3 |              |         | 123410 DDB |
| Bild gesucht BW | Fachwerkgebäude       | Pfordt, Pfordter Straße 16 LageFlur: 1, Flurstück: 10/1 |              |         | 123411 DDB |
| Bild gesucht BW | Fachwerkgebäude       | Pfordt, Pfordter Straße 18 LageFlur: 1, Flurstück: 63 |              |         | 123412 DDB |
| weitere Bilder  | Mühle                 | Pfordt, Pfordter Straße 35 LageFlur: 1, Flurstück: 46 |              |         | 123413 DDB |

### Queck
| Bild            | Bezeichnung                          | Lage | Beschreibung | Bauzeit                                              | Objekt-Nr. |
| --------------- | ------------------------------------ | --- | ------------ | ---------------------------------------------------- | ---------- |
| Bild gesucht BW | Gesamtanlage Queck                   | Queck, Am Wörth 2, 4, 6, 8, 10; Am Zippen 1, 3; Grebenauer Weg 1, 2, 3, 5; Hauptstraße 2, 3, 5, 7–11, 13, 14, 15, 17–22, 24, 26; Hersfelder Straße 9, 11, 15, 21, 23–26, 30; Im Graben 1, 2, 4, 6; Im Schultheißeneck 3, 4, 7, 8; In der Schwälmer Eck 1; In der Winterlied 2, 5–9, 11, 16, 18; Itelsgasse 1; Kirchbergweg 1, 2, 3, 4; Mühlgasse 1, 2, 3, 6 Lage |              |                                                      | 124233 DDB |
| Bild gesucht BW | Stallscheune                         | Queck, Am Wörth 4 LageFlur: 1, Flurstück: 34/1 |              |                                                      | 122712 DDB |
| Bild gesucht BW | Steckhof                             | Queck, Am Zippen 9 LageFlur: 1, Flurstück: 159/1 |              |                                                      | 122647 DDB |
| Bild gesucht BW | Winkelhof                            | Queck, Am Zippen 13 LageFlur: 1, Flurstück: 156 |              |                                                      | 123426 DDB |
| Bild gesucht BW | Ehemalige Wiesmühle                  | Queck, Am Zippen 22 LageFlur: 1, Flurstück: 145/1 |              |                                                      | 123424 DDB |
| Bild gesucht BW | Hof Wehnerts                         | Queck, Forsthaus Wehnerts 1/2 LageFlur: 13, 14, Flurstück: 35, 26 |              |                                                      | 122646 DDB |
| Bild gesucht BW | Hof                                  | Queck, Hauptstraße 3 LageFlur: 1, Flurstück: 15 |              |                                                      | 123427 DDB |
| Bild gesucht BW | Hof                                  | Queck, Hauptstraße 5 LageFlur: 1, Flurstück: 13, 14 |              |                                                      | 123428 DDB |
| Bild gesucht BW | Streckhof                            | Queck, Hauptstraße 7 LageFlur: 1, Flurstück: 182/3 |              |                                                      | 123423 DDB |
| Bild gesucht BW | Gasthaus „Zur Linde“                 | Queck, Hauptstraße 14 LageFlur: 1, Flurstück: 113/2 |              |                                                      | 123429 DDB |
| Bild gesucht BW | Hof                                  | Queck, Hauptstraße 19 LageFlur: 1, Flurstück: 171 |              |                                                      | 123421 DDB |
| Bild gesucht BW | Hof                                  | Queck, Hauptstraße 24 LageFlur: 1, Flurstück: 125 |              |                                                      | 123422 DDB |
| Bild gesucht BW | Parallelhof                          | Queck, Hauptstraße 26 LageFlur: 1, Flurstück: 126/3 |              |                                                      | 123430 DDB |
| Bild gesucht BW | Brücke über den Eisen- oder Wiesbach | Queck, Hersfelder Straße, Hersfelder Straße (L 3140), Hersfelder Straße 15, Am Wörth LageFlur: 1, Flurstück: 262/1, 262/3, 262/4, 343/2 |              |                                                      | 123420 DDB |
| Bild gesucht BW | Hofanlage                            | Queck, Hersfelder Straße 10 LageFlur: 1, Flurstück: 86/3 |              |                                                      | 122648 DDB |
| Bild gesucht BW | Ehemaliger Bahnhof Queck             | Queck, Hersfelder Straße 29 LageFlur: 1, Flurstück: 261/26 |              |                                                      | 122649 DDB |
| Bild gesucht BW | Winkelhof                            | Queck, Im Graben 4 LageFlur: 1, Flurstück: 184 |              |                                                      | 123416 DDB |
| Bild gesucht BW | Friedhof                             | Queck, Im Graben 16 LageFlur: 1, Flurstück: 248 |              | Grabmal für Tobias Thaler und Gefallenendenkmal WK I | 123142 DDB |
| Bild gesucht BW | Wohnhaus                             | Queck, Kirchbergweg 1 LageFlur: 1, Flurstück: 16/6 |              |                                                      | 123425 DDB |
| Bild gesucht BW | Hofanlage                            | Queck, Kirchbergweg 2 LageFlur: 1, Flurstück: 12 |              |                                                      | 123431 DDB |
| weitere Bilder  | Evangelische Kirche, Grabsteine      | Queck, Kirchbergweg 3 LageFlur: 1, Flurstück: 20/2, 22/4 |              |                                                      | 123417 DDB |
| Bild gesucht BW | Hofanlage                            | Queck, Mühlgasse 1 LageFlur: 1, Flurstück: 123 |              |                                                      | 123432 DDB |
| Bild gesucht BW | Hofanlage                            | Queck, Mühlgasse 2 LageFlur: 1, Flurstück: 122/2 |              |                                                      | 123419 DDB |
| Bild gesucht BW | Hof Sassen                           | Queck, Sassen 1 LageFlur: 11, Flurstück: 14/1 |              |                                                      | 123418 DDB |
| Bild gesucht BW | Wasserwerk                           | Queck, Außerhalb der Ortslage (Beim Oberborn) LageFlur: 1, Flurstück: 139/1 |              |                                                      | 122650 DDB |
| Pfingstborn     | Pfingstborn                          | Queck, Außerhalb der Ortslage (Hersfelder Straße (L 3140), In der Pfingstbach) LageFlur: 5, Flurstück: 58/1 |              |                                                      | 123415 DDB |

### Rimbach
| Bild                            | Bezeichnung                                | Lage | Beschreibung | Bauzeit | Objekt-Nr. |
| ------------------------------- | ------------------------------------------ | --- | ------------ | ------- | ---------- |
| Bild gesucht BW                 | Gesamtanlage Rimbach                       | Rimbach, Am Lutzenrain 1, 7; Am Weihersbrunnen 1, 2; An der Buchmühle 1, 1A, 2; Auf dem Rasen 1, 2, 3, 7, 8, 9, 11, 13, 15, 17, 18A, 20; Hinter dem Hof 7; Rimbacher Straße 8, 10, 12, 14, 16, 19, 21, 23, 25; Winkeleck 1, 2 Lage |              |         | 124234 DDB |
| Bild gesucht BW                 | Ehemaliges Forsthaus                       | Rimbach, Am Beerrain 6 LageFlur: 1, Flurstück: 165/3 |              |         | 123433 DDB |
| Bild gesucht BW                 | Ehemalige Schule                           | Rimbach, Am Weihersbrunnen 1 LageFlur: 1, Flurstück: 107/4 |              |         | 122506 DDB |
| Bild gesucht BW                 | Hofanlage                                  | Rimbach, Am Weihersbrunnen 2 LageFlur: 1, Flurstück: 105/2 |              |         | 123434 DDB |
| Bild gesucht BW                 | Hofanlage                                  | Rimbach, An der Buchmühle 1 und 1A LageFlur: 1, Flurstück: 29/7, 29/8 |              |         | 123436 DDB |
| Bild gesucht BW                 | Sachteil Datumsstein                       | Rimbach, An der Buchmühle 5 LageFlur: 1, Flurstück: 21/4 |              |         | 122651 DDB |
| Bild gesucht BW                 | Backhaus                                   | Rimbach, An der Buchmühle 20, An der Buchmühle LageFlur: 1, Flurstück: 13/1, 293/1 |              |         | 123435 DDB |
| Bild gesucht BW                 | Friedhof, Gefallenendenkmal                | Rimbach, An der Buchmühle 30 LageFlur: 7, Flurstück: 18/3 |              |         | 123437 DDB |
| Bild gesucht BW                 | Rimbacher Hof                              | Rimbach, Auf dem Rasen 8 LageFlur: 1, Flurstück: 101/5, 101/7, 101/8, 102/3 |              |         | 122652 DDB |
| Bild gesucht BW                 | Hofanlage                                  | Rimbach, Auf dem Rasen 11 LageFlur: 1, Flurstück: 96/2 |              |         | 122653 DDB |
| Bild gesucht BW                 | Streckhof                                  | Rimbach, Auf dem Rasen 18A LageFlur: 1, Flurstück: 219/7 |              |         | 124389 DDB |
| Bild gesucht BW                 | Ehemaliges Forsthaus                       | Rimbach, Rimbacher Straße 3 LageFlur: 1, Flurstück: 202 |              |         | 123438 DDB |
| Bild gesucht BW                 | Spritzenhaus                               | Rimbach, Rimbacher Straße 9 LageFlur: 1, Flurstück: 208/1 |              |         | 123439 DDB |
| Bild gesucht BW                 | Streckhof                                  | Rimbach, Rimbacher Straße 16 LageFlur: 1, Flurstück: 31/5 |              |         | 123440 DDB |
| Ehemaliges gräfliches Forsthaus | Ehemaliges gräfliches Forsthaus            | Rimbach, Rimbacher Straße 19 LageFlur: 1, Flurstück: 70/2 |              |         | 123141 DDB |
| weitere Bilder                  | Evangelische Kirche                        | Rimbach, Rimbacher Straße 21 LageFlur: 1, Flurstück: 65/1 |              |         | 123140 DDB |
| Bild gesucht BW                 | Wirtschaftsgebäude                         | Rimbach, Rimbacher Straße 23 LageFlur: 1, Flurstück: 110/2 |              |         | 123441 DDB |
| Bild gesucht BW                 | Ehemalige Fuldamühle und Wasserkraftanlage | Rimbach, Zur Fuldamühle 2 und 3, Mühlgraben, Fulda (Gew.II) LageFlur: 1, Flurstück: 238/3, 239, 329, 353, 354/2 |              |         | 122654 DDB |

### Sandlofs
| Bild            | Bezeichnung                 | Lage | Beschreibung | Bauzeit | Objekt-Nr. |
| --------------- | --------------------------- | --- | ------------ | ------- | ---------- |
| Bild gesucht BW | Gesamtanlage Sandlofs       | Sandlofs, Alter Weg 1, 2; Hutzdorfer Straße 5, 7, 8, 9, 11; Kirchweg 1, 2, 3, 3A, 4, 5; Wiesenweg 6; Zum Steg 1–5, 7, 9, 11, 13 Lage |              |         | 124185 DDB |
| Bild gesucht BW | Friedhof, Gefallenendenkmal | Sandlofs, Hutzdorfer Straße 1 LageFlur: 1, Flurstück: 39/1                                                                           |              |         | 123139 DDB |
| Bild gesucht BW | Ehemalige Gastwirtschaft    | Sandlofs, Hutzdorfer Straße 8 LageFlur: 1, Flurstück: 69/4                                                                           |              |         | 123138 DDB |
| Bild gesucht BW | Hofanlage                   | Sandlofs, Hutzdorfer Straße 9 LageFlur: 1, Flurstück: 25/2                                                                           |              |         | 122728 DDB |
| Bild gesucht BW | Hofanlage                   | Sandlofs, Hutzdorfer Straße 11 LageFlur: 1, Flurstück: 5/1                                                                           |              |         | 122729 DDB |
| Bild gesucht BW | Ehemalige Schule            | Sandlofs, Hutzdorfer Straße 14 LageFlur: 1, Flurstück: 71/2                                                                          |              |         | 122730 DDB |
| weitere Bilder  | Evangelische Kirche         | Sandlofs, Kirchweg 1 LageFlur: 1, Flurstück: 23                                                                                      |              |         | 122869 DDB |
| Bild gesucht BW | Wohnhaus                    | Sandlofs, Kirchweg 4 LageFlur: 1, Flurstück: 7/1                                                                                     |              |         | 122731 DDB |
| Bild gesucht BW | Alte Schule                 | Sandlofs, Kirchweg 5 LageFlur: 1, Flurstück: 21/1                                                                                    |              |         | 122732 DDB |

### Üllershausen
| Bild                    | Bezeichnung                           | Lage | Beschreibung                                                                           | Bauzeit | Objekt-Nr. |
| ----------------------- | ------------------------------------- | --- | -------------------------------------------------------------------------------------- | ------- | ---------- |
| Bild gesucht BW         | Gesamtanlage Üllershausen             | Üllershausen, Am Veldesberg 1; Brückenweg 1–8; Heidelberger Weg 2; In der Betz 1, 1A, 2, 3, 4, 5; In der Gasse 1, 2, 6; Seeburger Straße 2, 3, 4, 6, 7, 9, 11 Lage |                                                                                        |         | 757557 DDB |
| Bild gesucht BW         | Hofanlage                             | Üllershausen, Am Veldesberg 1 LageFlur: 1, Flurstück: 103 |                                                                                        | 1779    | 122684 DDB |
| Bild gesucht BW         | Wirtschaftsgebäude                    | Üllershausen, Brückenweg 1 LageFlur: 1, Flurstück: 31 |                                                                                        |         | 123443 DDB |
| weitere Bilder          | Hofanlage                             | Üllershausen, Brückenweg 2 LageFlur: 1, Flurstück: 4, 5 |                                                                                        |         | 123444 DDB |
| Sogenannte Zehntscheune | Sogenannte Zehntscheune               | Üllershausen, Brückenweg 4 LageFlur: 1, Flurstück: 7 |                                                                                        |         | 123445 DDB |
| Bild gesucht BW         | Wohnhaus                              | Üllershausen, Heidelberger Weg 3 LageFlur: 1, Flurstück: 100 |                                                                                        |         | 757989 DDB |
| Bild gesucht BW         | Fachwerkhaus                          | Üllershausen, In der Betz 1 LageFlur: 1, Flurstück: 25/6 |                                                                                        |         | 123447 DDB |
| Bild gesucht BW         | Fachwerkhaus                          | Üllershausen, In der Betz 2 LageFlur: 1, Flurstück: 11/1 |                                                                                        |         | 123448 DDB |
| Bild gesucht BW         | Fachwerkhaus                          | Üllershausen, In der Betz 3 LageFlur: 1, Flurstück: 23/3 |                                                                                        |         | 123449 DDB |
| Bild gesucht BW         | Hofanlage                             | Üllershausen, In der Gasse 1 LageFlur: 1, Flurstück: 2 |                                                                                        |         | 122470 DDB |
| Bild gesucht BW         | Friedhof, Gefallenendenkmal, Grabmale | Üllershausen, Seeburgstraße o.N. LageFlur: 1, Flurstück: 115/1 | Geschützt ist das Gefallenendenkmal und zwei kleinere Grabsteine aus den 1860er Jahren |         | 934728 DDB |
| Ehemalige Schule        | Ehemalige Schule                      | Üllershausen, Seeburgstraße 2 LageFlur: 1, Flurstück: 1/1 |                                                                                        |         | 123450 DDB |
| weitere Bilder          | Evangelische Kirche                   | Üllershausen, Seeburgstraße 4 LageFlur: 1, Flurstück: 3/4 |                                                                                        |         | 123451 DDB |
| Bild gesucht BW         | Fachwerkwohnhaus                      | Üllershausen, Seeburgstraße 6 LageFlur: 1, Flurstück: 32 |                                                                                        |         | 123453 DDB |
| Bild gesucht BW         | Wohnhaus                              | Üllershausen, Seeburgstraße 9 LageFlur: 1, Flurstück: 40/1 |                                                                                        |         | 123452 DDB |
| Bild gesucht BW         | Hofanlage                             | Üllershausen, Seeburgstraße 27 LageFlur: 1, Flurstück: 86 |                                                                                        |         | 122681 DDB |
| Bild gesucht BW         | Alte Schule                           | Üllershausen, Zum Ritzenberg 3 LageFlur: 1, Flurstück: 89/2 |                                                                                        |         | 122682 DDB |
| Bild gesucht BW         | Brücke über die Fulda                 | Üllershausen, Außerhalb der Ortslage (Brückenweg) LageFlur: 1, Flurstück: 194/2                                                                                    |                                                                                        |         | 122683 DDB |
| Bild gesucht BW         | Wasserwerk                            | Üllershausen, Außerhalb der Ortslage (Bornrain) LageFlur: 6, Flurstück: 44/3                                                                                       |                                                                                        |         | 122685 DDB |
| Bild gesucht BW         | Gräfliche Krähenhütte                 | Üllershausen, Außerhalb der Ortslage (Heidelberg) LageFlur: 6, Flurstück: 34                                                                                       |                                                                                        |         | 122510 DDB |

### Unter-Schwarz
| Bild            | Bezeichnung                    | Lage | Beschreibung | Bauzeit | Objekt-Nr. |
| --------------- | ------------------------------ | --- | ------------ | ------- | ---------- |
| weitere Bilder  | Richthof                       | Unter-Schwarz, Richthof, Tiergarten, Richthof 1, Lustgarten, Hauswiese, Grabenwiese LageFlur: 4, Flurstück: 10/1, 11, 5, 6/4, 7/12, 7/2, 8/1, 8/4, 8/5, 8/7, 9 |              |         | 124067 DDB |
| Bild gesucht BW | Hofanlage                      | Unter-Schwarz, Richthofer Straße 7 LageFlur: 1, Flurstück: 21/1                                                                                                |              |         | 122679 DDB |
| Bild gesucht BW | Erdkeller der ehemaligen Mühle | Unter-Schwarz, Richthofer Straße 9 LageFlur: 1, Flurstück: 11                                                                                                  |              |         | 122678 DDB |
| Bild gesucht BW | Backhaus                       | Unter-Schwarz, Richthofer Straße 10 LageFlur: 1, Flurstück: 6                                                                                                  |              |         | 122677 DDB |
| Bild gesucht BW | Wohnhaus                       | Unter-Schwarz, Richthofer Straße 15 LageFlur: 1, Flurstück: 47/1                                                                                               |              |         | 124218 DDB |
| Bild gesucht BW | Wohnhaus                       | Unter-Schwarz, Richthofer Straße 17 LageFlur: 1, Flurstück: 48                                                                                                 |              |         | 124219 DDB |
| Bild gesucht BW | Spritzenhaus                   | Unter-Schwarz, Rimbacher Weg 4 LageFlur: 1, Flurstück: 16 |              |         | 124133 DDB |
| Bild gesucht BW | Fachwerkhaus                   | Unter-Schwarz, Wetzloser Weg 3 LageFlur: 1, Flurstück: 2/1 |              |         | 122680 DDB |

### Unter-Wegfurth
| Bild            | Bezeichnung  | Lage                                                                 | Beschreibung | Bauzeit | Objekt-Nr. |
| --------------- | ------------ | -------------------------------------------------------------------- | ------------ | ------- | ---------- |
| Bild gesucht BW | Streckhof    | Unter-Wegfurth, Niederjossaer Straße 9 LageFlur: 1, Flurstück: 40/4  |              |         | 122710 DDB |
| Bild gesucht BW | Hofanlage    | Unter-Wegfurth, Niederjossaer Straße 10 LageFlur: 1, Flurstück: 6/1  |              |         | 124068 DDB |
| Bild gesucht BW | Fachwerkhaus | Unter-Wegfurth, Niederjossaer Straße 14 LageFlur: 1, Flurstück: 9/5  |              |         | 124069 DDB |
| Bild gesucht BW | Fachwerkhaus | Unter-Wegfurth, Niederjossaer Straße 15 LageFlur: 1, Flurstück: 33/1 |              |         | 124070 DDB |
| Bild gesucht BW | Backhaus     | Unter-Wegfurth, Niederjossaer Straße 20 LageFlur: 1, Flurstück: 12   |              |         | 124071 DDB |
| Bild gesucht BW | Hofanlage    | Unter-Wegfurth, Niederjossaer Straße 23 LageFlur: 1, Flurstück: 28/7 |              |         | 122676 DDB |

### Ützhausen
| Bild            | Bezeichnung            | Lage | Beschreibung | Bauzeit | Objekt-Nr. |
| --------------- | ---------------------- | --- | ------------ | ------- | ---------- |
| Bild gesucht BW | Gesamtanlage Ützhausen | Ützhausen, Bad Salzschlirfer Straße 1, 3–8, 10, 12, 14, 16, 18, 20; Borngasse 1, 2, 4–9, 11; Brückenstraße 1, 2, 4, 5, 6, 7, 7A, 9; Lüdersgrundstraße 1 Lage |              |         | 124187 DDB |
| Bild gesucht BW | Fachwerkhaus           | Ützhausen, Bad Salzschlirfer Straße 3 LageFlur: 3, Flurstück: 9/2                                                                                            |              |         | 122673 DDB |
| Bild gesucht BW | Wohn-Stallhaus         | Ützhausen, Bad Salzschlirfer Straße 12 LageFlur: 2, Flurstück: 58/6                                                                                          |              |         | 122674 DDB |
| Bild gesucht BW | Fachwerkhaus           | Ützhausen, Bad Salzschlirfer Straße 14 LageFlur: 2, Flurstück: 59/1                                                                                          |              |         | 122675 DDB |
| Bild gesucht BW | Ehemalige Schule       | Ützhausen, Bad Salzschlirfer Straße 20 LageFlur: 2, Flurstück: 52                                                                                            |              |         | 123996 DDB |
| Bild gesucht BW | Einhof                 | Ützhausen, Borngasse 5 LageFlur: 2, Flurstück: 72/2 |              |         | 123997 DDB |
| Bild gesucht BW | Stallgebäude           | Ützhausen, Borngasse 7 LageFlur: 2, Flurstück: 71/4 |              |         | 135922 DDB |
| weitere Bilder  | Evangelische Kirche    | Ützhausen, Brückenstraße 1 LageFlur: 1, Flurstück: 1/2 |              |         | 123998 DDB |
| Bild gesucht BW | Fachwerkhaus           | Ützhausen, Brückenstraße 6 LageFlur: 3, Flurstück: 1/1 |              |         | 123999 DDB |
| Bild gesucht BW | Fachwerkhaus           | Ützhausen, Brückenstraße 7 LageFlur: 1, Flurstück: 8/11 |              |         | 124000 DDB |
| Bild gesucht BW | Einhof                 | Ützhausen, Brückenstraße 9 LageFlur: 1, Flurstück: 9/3 |              |         | 122672 DDB |

### Willofs
| Bild             | Bezeichnung                        | Lage | Beschreibung                  | Bauzeit | Objekt-Nr. |
| ---------------- | ---------------------------------- | --- | ----------------------------- | ------- | ---------- |
| Bild gesucht BW  | Gesamtanlage Willofs               | Willofs, Alte Schule 1, 2, 4–10, 12, 16; Am Chattenborn 5, 7; Auf der Heid 1, 3, 5, 7, 9; Dornweg 4; Im Eck 2, 3, 4; Lauterbacher Straße 1, 5, 9, 11, 13; Müllerweg 14, 21; Schlitzer Straße 2, 4; Sommerberg 2–22, 24 Lage |                               |         | 124188 DDB |
| Bild gesucht BW  | Alte Schule                        | Willofs, Alte Schule 6 LageFlur: 1, Flurstück: 26 |                               |         | 122661 DDB |
| Bild gesucht BW  | Wohnhaus                           | Willofs, Alte Schule 7 LageFlur: 1, Flurstück: 7/1 |                               |         | 122662 DDB |
| Ehemalige Schule | Ehemalige Schule                   | Willofs, Alte Schule 9 LageFlur: 1, Flurstück: 8 |                               |         | 122663 DDB |
| Bild gesucht BW  | Forsthaus                          | Willofs, Alte Schule 23 LageFlur: 2, Flurstück: 78 |                               |         | 122671 DDB |
| Bild gesucht BW  | Hofanlage                          | Willofs, Auf der Heid 7 LageFlur: 1, Flurstück: 101/1 |                               |         | 122670 DDB |
| Bild gesucht BW  | Fachwerkhaus                       | Willofs, Lauterbacher Straße 5 LageFlur: 1, Flurstück: 32/2 |                               |         | 122669 DDB |
| Bild gesucht BW  | Fachwerkwohnhaus                   | Willofs, Lauterbacher Straße 14 LageFlur: 1, Flurstück: 42/1 |                               |         | 124002 DDB |
| Bild gesucht BW  | Fachwerkwohnhaus                   | Willofs, Schlitzer Straße 4 LageFlur: 1, Flurstück: 15 |                               |         | 122668 DDB |
| weitere Bilder   | Evangelische Kirche                | Willofs, Sommerberg 2 LageFlur: 1, Flurstück: 27 |                               |         | 122667 DDB |
| Bild gesucht BW  | Hofanlage                          | Willofs, Sommerberg 6 LageFlur: 1, Flurstück: 30/3 |                               |         | 122666 DDB |
| Backhaus         | Backhaus                           | Willofs, Sommerberg 8 LageFlur: 1, Flurstück: 79/1 |                               |         | 122665 DDB |
| Bild gesucht BW  | Fachwerkhaus                       | Willofs, Sommerberg 10 LageFlur: 1, Flurstück: 81/1 | Teil der Gesamtanlage Willofs |         | 950252     |
| Bild gesucht BW  | Gefallenendenkmal auf dem Friedhof | Willofs, Außerhalb der Ortslage (Geisäcker) LageFlur: 1, Flurstück: 137 |                               |         | 124001 DDB |